# Georg Gottlieb Pusch
Georg Gottlieb Pusch (Jerzy Bogumił Koreński) (ur. 15 grudnia 1790 w Sahlis, zm. 2 października 1846 w Warszawie) – niemiecko-polski geolog i paleontolog.

## Życiorys
Studiował na Akademii Górniczej we Fryburgu, studia ukończył w 1810 roku. Ponadto w 1815 roku ukończył studia teologiczne na Uniwersytecie w Lipsku. Od 1816 roku wykładowca w Szkole Akademiczno-Górniczej w Kielcach, pracował też w Dyrekcji Górniczej. Od 1827 roku w Warszawie, gdzie nadal pracował jako urzędnik Dyrekcji Górniczej. W 1832 roku mianowany radcą górniczym. W 1842 roku otrzymał szlachectwo dziedziczne.

## Osiągnięcia naukowe
Wydana w 1837 praca Puscha pt. Polens Paläontologie zawiera syntezę ówczesnej wiedzy na temat skamieniałości występujących w Polsce.

## Upamiętnienie
Na jego cześć nazwano kilka gatunków zwierząt kopalnych, na przykład jurajskiego amonita Pseudovirgatites puschi.